# Napoleão III de França
Napoleão III (nascido Charles-Louis Napoléon Bonaparte; Paris, 20 de abril de 1808 – Chislehurst, 9 de janeiro de 1873), foi o 1.º Presidente da Segunda República Francesa e, depois, Imperador dos Franceses do Segundo Império Francês. Era sobrinho e herdeiro de Napoleão Bonaparte. Foi o primeiro presidente francês eleito por voto direto. Entretanto, foi impedido de concorrer a um segundo mandato pela constituição e parlamento, organizando um golpe em 1851 e assumindo o trono como imperador no final do ano seguinte.
Antes de seu reinado, Napoleão III era conhecido como Luís Napoleão Bonaparte. Ele nasceu em Paris, sendo filho de Luís Bonaparte, Rei da Holanda (r. 1806–1810), e Hortênsia de Beauharnais. Napoleão I era tio paterno de Luís Napoleão e um de seus primos foi o disputado Napoleão II. Luís Napoleão foi o primeiro e único presidente da Segunda República Francesa, eleito em 1848. Ele tomou o poder pela força em 1851 quando não pôde ser reeleito constitucionalmente. Posteriormente, proclamou-se Imperador dos Franceses e fundou o Segundo Império, governando até a derrota do Exército Francês e sua captura pela Prússia e seus aliados na Batalha de Sedan em 1870. Napoleão III foi um monarca popular que supervisionou a modernização da economia francesa e encheu Paris de novos bulevares e parques. Ele expandiu o império colonial francês, fez da marinha mercante francesa a segunda maior do mundo e se envolveu pessoalmente em duas guerras. Mantendo a liderança por 22 anos, ele foi o chefe de Estado francês com o reinado mais longo desde a queda do Antigo Regime, embora seu reinado tenha terminado no campo de batalha.
Napoleão III encomendou uma grande reconstrução de Paris, realizada pelo prefeito do Sena, Barão Georges-Eugène Haussmann. Ele expandiu e consolidou o sistema ferroviário em todo o país e modernizou o sistema bancário. Napoleão promoveu a construção do Canal de Suez e estabeleceu uma agricultura moderna, que acabou com as fomes na França e fez do país um exportador agrícola. Ele negociou o Acordo de Livre Comércio Cobden–Chevalier de 1860 com a Grã-Bretanha e acordos semelhantes com outros parceiros comerciais europeus da França. As reformas sociais incluíram conceder aos trabalhadores franceses o direito de greve, o direito de se organizar e o direito das mulheres de serem admitidas em uma universidade francesa.
Na política externa, Napoleão III tinha como objetivo reafirmar a influência francesa na Europa e no mundo. Em solo europeu, ele se aliou à Grã-Bretanha e derrotou a Rússia na Guerra da Crimeia (1853–1856). Seu regime ajudou na unificação italiana ao derrotar o Império Austríaco na Segunda Guerra de Independência Italiana e mais tarde anexou Sabóia e Nice pelo Tratado de Turim como recompensa. Ao mesmo tempo, suas forças defenderam os Estados Papais contra a anexação pela Itália. Ele também foi favorável à união de 1859 dos Principados do Danúbio, que resultou na criação dos Principados Unidos da Moldávia e da Valáquia. Napoleão dobrou a área do império colonial francês com expansões na Ásia, no Pacífico e na África. Por outro lado, a intervenção no México, que tinha como objetivo criar um Segundo Império Mexicano sob proteção francesa, terminou em fracasso total.
A partir de 1866, Napoleão teve que enfrentar o crescente poder da Prússia, cujo ministro-presidente Otto von Bismarck buscava a unificação alemã sob liderança prussiana. Em julho de 1870, Napoleão, relutantemente, declarou guerra à Prússia após pressão da opinião pública. O Exército Francês foi rapidamente derrotado e Napoleão foi capturado em Sedan. Ele foi rapidamente deposto e a Terceira República foi proclamada em Paris. Após sua libertação pela custódia alemã, ele foi para o exílio na Inglaterra, onde morreu em 1873.

## Biografia
Terceiro filho de Luís Bonaparte e de Hortênsia de Beauharnais, o futuro imperador nasceu na rua Cerruti, em Paris, a uma hora da manhã de 20 de abril de 1808 — cerca de onze meses após a morte de seu irmão mais velho, Carlos Napoleão, vitimado pela difteria aos quatro anos de idade. Teve como padrinhos de batismo o imperador Napoleão I e sua segunda esposa, Maria Luísa de Áustria. Em 2014, foi realizado um teste de DNA que revelou que Napoleão III não era sobrinho de Napoleão Bonaparte. Estudo de um ano, feito pelo geneticista francês Gérard Lucotte, mostra que não existe parentesco sanguíneo entre os dois imperadores. Portanto, se abrem duas hipóteses sobre o fracassado parentesco entre Napoleão Bonaparte e Napoleão III, segundo o geneticista a cargo da investigação. A primeira teoria aponta que Napoleão III não era filho de seu suposto pai, irmão mais novo de Napoleão I. E uma segunda hipótese insinua que Napoleão Bonaparte ou seu irmão Luís teriam nascido fruto de uma infidelidade de sua mãe e seriam meio-irmãos.

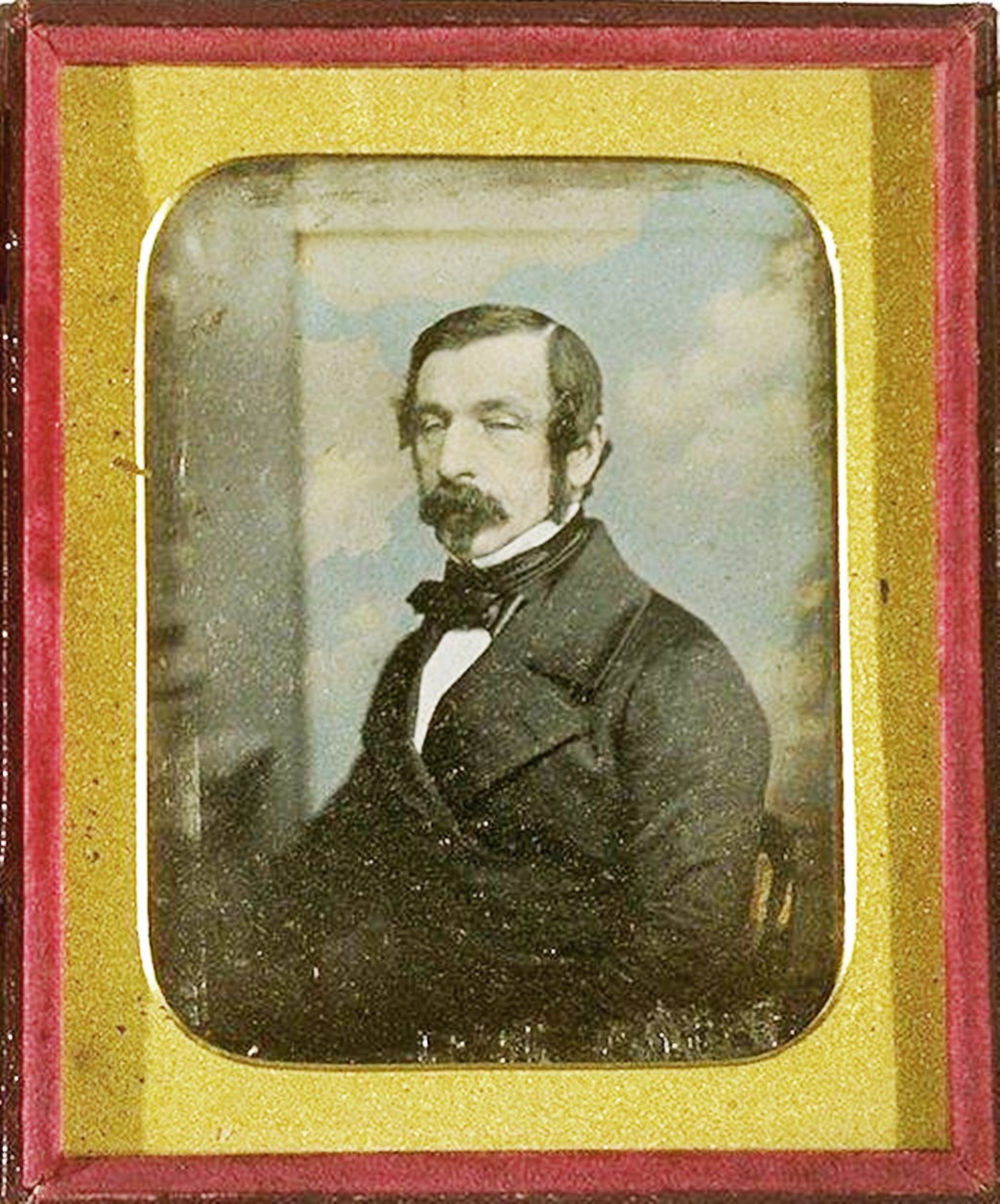
Raro Daguerreótipo de Napoleão III

Com a deposição de seu tio, Napoleão I, do trono francês em 1815, passou a juventude exilado na Alemanha e na Suíça. Atraído pelos ideais nacionalistas, participou da Carbonária (1830-1831), sociedade revolucionária formada na Itália e ativa na França. Em 1832, com a morte do único filho de Napoleão Bonaparte, o rei de Roma, Luís Bonaparte tornou-se o pretendente bonapartista ao trono francês.
Em 1836, tentou amotinar a guarnição de Estrasburgo contra a monarquia de Luís Filipe de Orléans. Derrotado, refugiou-se no Reino Unido e publicou Des idées napoléoniennes (1839; As ideias napoleônicas), no qual traça para Napoleão um perfil que combinava autoridade, liberdade e progresso. Deixou o exílio confiante na boa acolhida de suas ideias e, em 1840, tentou um desembarque em Boulogne-sur-Mer, juntamente com cerca de cinquenta seguidores, na desastrada "Conspiração de Bolonha", contra Luís Filipe. Novamente derrotado, foi condenado à prisão perpétua na fortaleza de Ham (Somme), onde escreveu L'Extinction du paupérisme (1844; A extinção do pauperismo), que lhe valeu o apoio do proletariado. Em 25 de maio de 1846, conseguiu fugir da fortaleza de Ham para Londres, usando as roupas e os documentos de um operário, apelidado de Badinguet. Mais tarde, o apelido foi transferido ao próprio Napoleão III, por seus detratores.

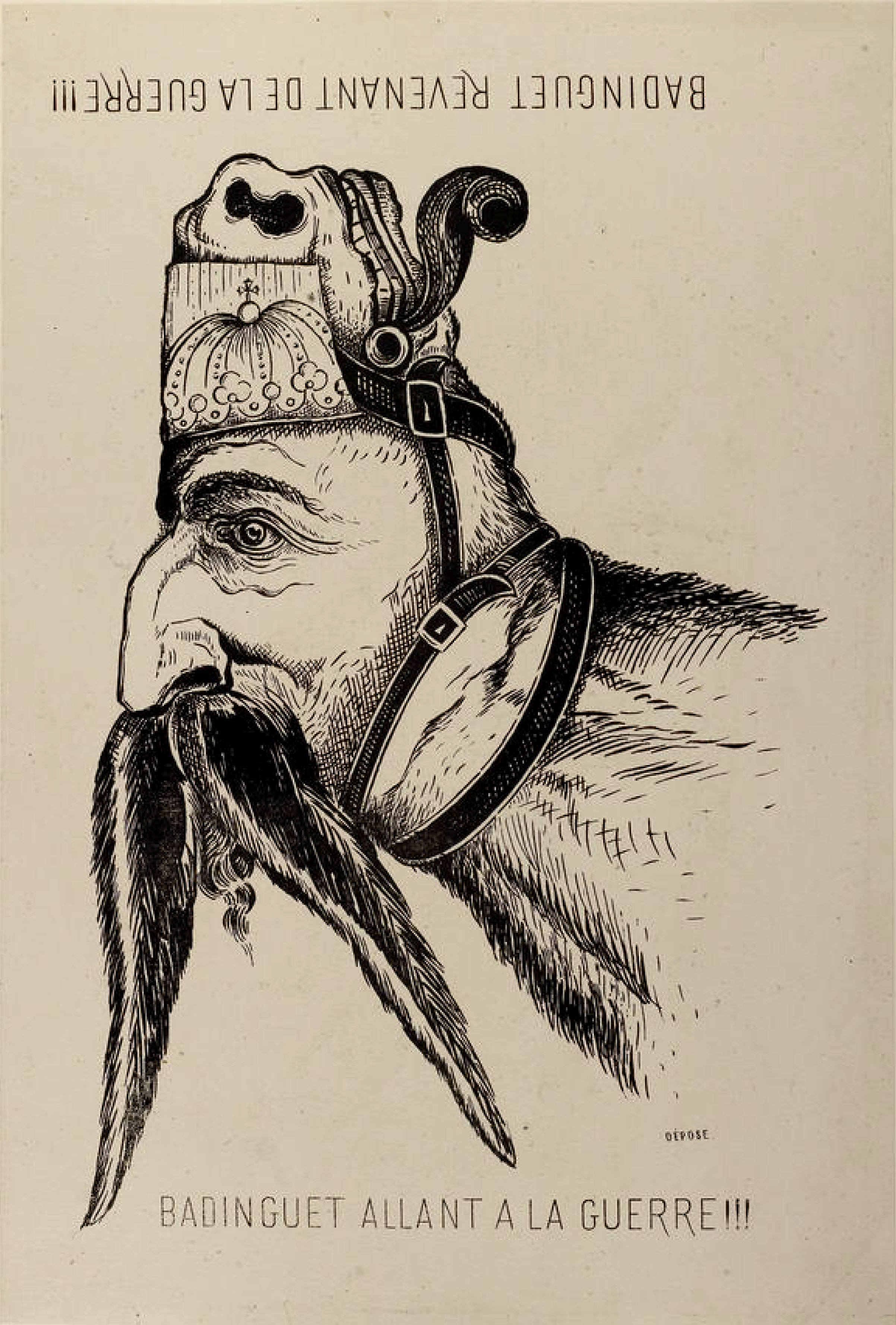
Badinguet indo à guerra/ Badinguet voltando da guerra. Virando-se a caricatura, aparece a cabeça de um asno.

Instaurada a república, durante as Revoluções de 1848, voltou para a França. Apresentou-se, então, como o defensor dos ideais napoleônicos, ao mesmo tempo que propugnador dos princípios da ordem e da estabilidade social. Com apoio do recém-fundado Partido da Ordem, foi eleito deputado à Assembleia Constituinte francesa em vários departamentos. Ganhou a então simpatia dos conservadores, amedrontados com a difusão das ideias socialistas; dos burgueses liberais, ansiosos pela pacificação e a retomada do progresso; e das forças armadas, saudosas de glórias militares. Em dezembro do mesmo ano, com a nova Constituição, foi eleito Presidente da República da França com 5,5 milhões de votos (73% do total de votos) contra 1,5 milhão do seu concorrente, o general Louis Eugène Cavaignac.
Luís Napoleão desejava a ampliação de seus poderes e passou a perseguir qualquer pessoa ou partido, inclusive o seu próprio, que pretendesse limitar sua autoridade. O descontentamento popular pela redução do sufrágio em 1850, bem como a recessão de 1851, lhe serviram de pretexto para controlar a imprensa e reforçar o ensino clerical nas escolas. O mandato do presidente francês era de quatro anos e a Constituição de 1848 proibia a reeleição. Em 1852, ele deixaria o poder, o que não era sua intenção. 
Na noite de 14 de janeiro de 1858, Napoleão e a Imperatriz escaparam ilesos de uma tentativa de assassinato. Um grupo de conspiradores jogou três bombas na carruagem imperial que se dirigia para a ópera. Oito membros da escolta e espectadores foram mortos e mais de cem pessoas ficaram feridas. Os culpados foram presos rapidamente. O líder era um nacionalista italiano, Felice Orsini, que foi auxiliado pelo cirurgião francês Simon Bernard. Eles acreditavam que se Napoleão III fosse morto, uma revolta republicana ocorreria imediatamente na França e o novo governo republicano ajudaria todos os estados italianos a conquistar a independência da Áustria e alcançar a unificação nacional. Bernard estava em Londres na época. Por ser um exilado político, o governo do Reino Unido se recusou a extraditá-lo, mas Orsini foi julgado, condenado e executado em 13 de março de 1858. O bombardeio chamou a atenção da França e, particularmente, de Napoleão III, para a questão do nacionalismo italiano.

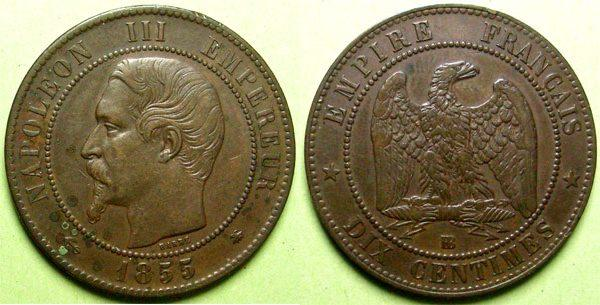
Moeda com a efígie de Napoleão III. No reverso aparece o escudo imperial.

Luís Bonaparte era o chefe da Sociedade 10 de Dezembro, cujo nome era uma homenagem ao dia de sua eleição à presidência. Essa sociedade era constituída de amigos do presidente, todos inescrupulosos e envolvidos em negociatas com o dinheiro público. Luís Napoleão, junto com os amigos dessa sociedade, articulou um golpe contra o Parlamento. Se bem que houvesse prestado juramento de fidelidade à Constituição, mandou prender e deportar (1851) personalidades republicanas e realistas. Em 2 de dezembro, baixou um decreto declarando a dissolução da Assembleia Legislativa. Em 20 de dezembro, procedeu a um plebiscito: 7 500 000 sufrágios ratificaram o Golpe de Estado. Luís Napoleão ganhou poderes para elaborar uma nova Constituição, que o transformou num cônsul, como o tio, dando-lhe poder ditatorial por dez anos, e restabeleceu o sufrágio universal, entre outras medidas. Uma tentativa de insurreição republicana contra o Golpe de Estado irrompeu em Paris. O levante foi brutalmente esmagado pelo exército. Por ironia, Karl Marx, dirigente socialista, chamou o golpe de 18 de brumário de Luís Bonaparte numa alusão segundo a qual o sobrinho procurou imitar o tio.

## Imperador dos Franceses

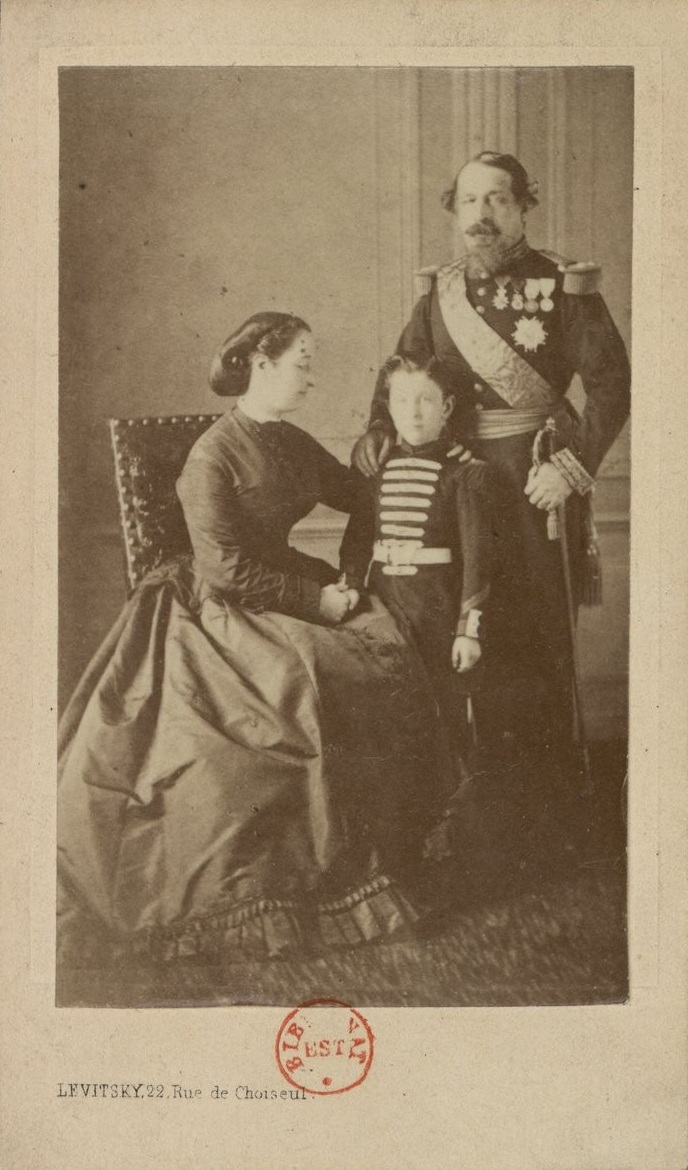
A família Imperial, 1865.

Em novembro de 1852, apoiado pela grande burguesia, conclamou outro plebiscito, que, com 95% dos votos favoráveis, instituiu o império e transformou o príncipe-presidente Luís Napoleão em Imperador dos Franceses, com o título de Napoleão III dos Franceses. Com o golpe, Bonaparte criou o Segundo Império Francês. Em janeiro de 1853, casou-se com a condessa espanhola Eugênia de Montijo. Da união nasceu, em 1856, Napoleão Eugénio, Príncipe Imperial. Teve como amante Virginia Verasis, Condessa de Castiglioni.
De 1852 a 1858, Napoleão III exerceu poder absoluto (Império Autoritário), limitando a oposição parlamentar e amordaçando a imprensa. A partir de 1860, cresceram as pressões liberais, e, de 1858 a 1867, algumas liberdades foram concedidas aos cidadãos; de 1867 a 1870, desenvolveu-se o regime que se chamou Império Liberal, que ampliou os poderes da Assembleia Legislativa e suspendeu as restrições às liberdades civis.
Apoiado pela burguesia, o clero e as forças armadas, o imperador, para obter o apoio dos trabalhadores, empreendeu grandes e numerosas obras públicas, especialmente em Paris, realizadas pelo prefeito Barão Georges-Eugène Haussmann; construiu ferrovias e casas populares; abriu canais; encorajou a agricultura, a indústria e o comércio; favoreceu as instituições de crédito; fundou sociedades de ajuda mútua e organizações de trabalhadores.

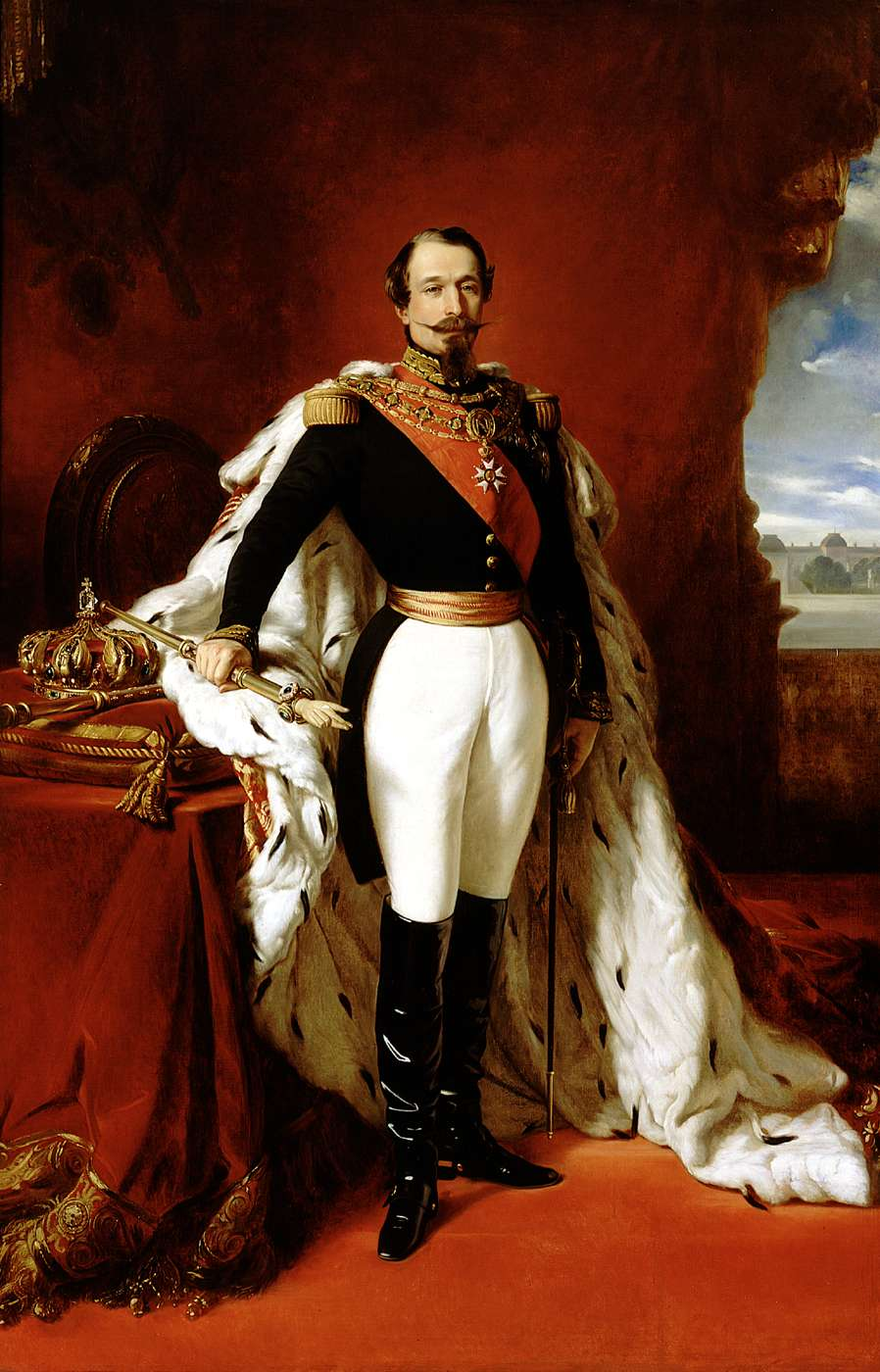
Napoleão III, em retrato pintado por Franz Xaver Winterhalter com regalia imperial.

No exterior, Napoleão III, querendo exercer hegemonia na Europa, participou da Guerra da Crimeia (1854-1856) e presidiu o Congresso de Paris (1856), que assinalou o fim da guerra (derrota da Rússia), assumindo o papel de árbitro do continente. Com a efervescência dos nacionalismos, das lutas pela independência de povos dominados desde antes do Congresso de Viena, Napoleão III passou a defender a política das nacionalidades. Entretanto, em alguns momentos, fez a França tornar-se dominadora de outros Estados. Posicionou-se a favor da independência dos Estados romenos da Moldávia e da Valáquia, contra o Império Turco-Otomano, e a formação do reino da Romênia (1856). Partidário de uma política liberal na Argélia, encontrou oposição dos colonos e interveio decididamente na pacificação em 1857. Enviou, com a Inglaterra, tropas à China (1857-1860), na Segunda Guerra do Ópio, e apoderou-se da Cochinchina, sul do Vietnam (1859-1862).
Apoiou, a princípio, o Risorgimento, atuando com destaque nas lutas pela unificação italiana, voltando-se contra os austríacos, que reinavam sobre a região desde o Congresso de Viena. Pressionado, entretanto, pela violenta campanha dos católicos franceses, que protestavam contra o ataque aos Estados da Igreja) e consideravam as ambições sardo-piemontesas uma ameaça aos domínios da Igreja, e pela possibilidade da Prússia entrar no conflito em apoio ao imperador austríaco Francisco José (a Prússia concentrou poderoso exército nas fronteiras com a França), concluiu um tratado de paz com a Áustria em Villafranca em 1859. Em 1860, conquistou a Savoia e Nice, graças ao apoio contra a Áustria.

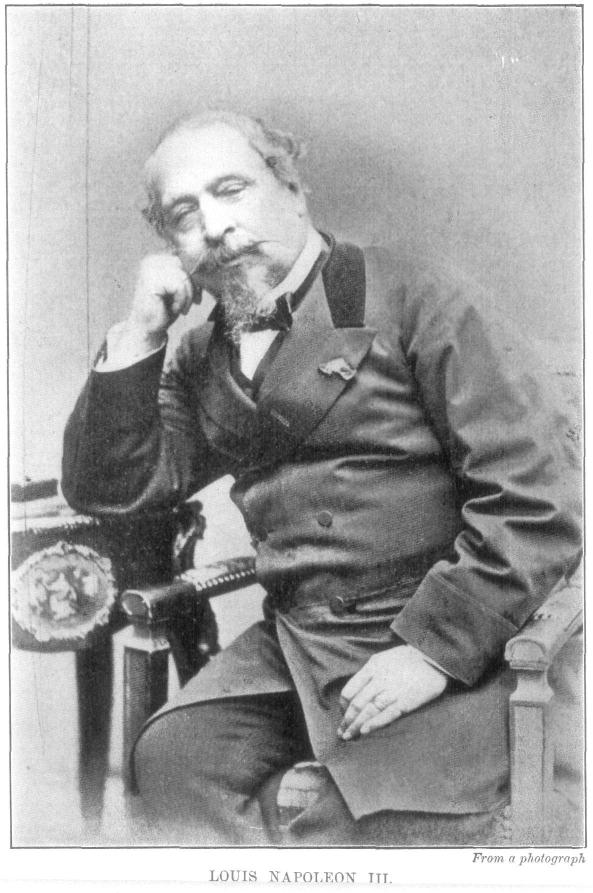
A última fotografia feita de Napoleão III (1872).

Com a grande influência da França, Napoleão III apoiou a construção do canal de Suez e protegeu os cristãos maronitas na Síria. Entre 1862 e 1867, Bonaparte interveio no México, numa guerra que arruinou as finanças francesas. Com o objetivo de garantir o comércio francês na América, conter a crescente hegemonia norte-americana e pôr fim à instabilidade política entre grupos locais, as tropas francesas invadiram e prestaram apoio à oposição ao governo do México, derrubando seu presidente Benito Juárez. Organizando no México uma nova estrutura política, Bonaparte e os monarquistas mexicanos oferecem o trono mexicano ao arquiduque Maximiliano da Áustria.

## Decadência
No final da década de 1860, a estrela de Napoleão III começou a apagar.
Os problemas financeiros e militares e a instabilidade política e militar na Europa fizeram suas tentativas de estender os interesses coloniais franceses ao México malograrem. Em 1866 Napoleão retirou suas tropas do país americano, deixando o novo regime virtualmente sem proteção. O imperador Maximiliano montou uma resistência mas acabou sendo aprisionado no cerco de Querétaro. Maximiliano acabou fuzilado.
Napoleão III firmou com o Reino Unido um tratado de redução das tarifas alfandegárias, o que provocou reação dos industriais franceses. Fundou instituições de crédito para desenvolver o país, mas a deterioração econômica da França, somada à oposição do clero, dos industriais, da burguesia e do operariado descontente, levou-o a conceder o direito de greve em 1864. Em 1867, chamou o líder da oposição para compor seu ministério e, em 1868, permitiu a liberdade de imprensa e de reunião.
Subestimando Bismarck, permitiu que o beligerante 'Telegrama de Ems' (versão adulterada por Bismarck de um telegrama do rei da Prússia que buscava justamente dar fim à crise) provocasse a guerra franco-prussiana (1870–1871), que trouxe a ruína do Segundo Império. Capturado então em Sedan, em 2 de setembro de 1870, pelos exércitos prussianos, assinou a capitulação da França. Dias depois, a Assembleia Nacional proclamou sua deposição e, em Paris, foi proclamada a Terceira República Francesa. Foi então levado sob prisão para o Schloss Wilhelmshöhe, em Kassel, Alemanha, onde permaneceu entre 5 de setembro de 1870 e 19 de março de 1871, antes de seguir para o exílio em Chislehurst, Inglaterra, onde morreria em 9 de janeiro de 1873.

## Títulos e honrarias

Monograma imperial de Napoleão

### Títulos e estilos
- 1808–1810: Sua Alteza Imperial e Real, O Príncipe Carlos da França e Holanda
- 1808-1814: Sua Alteza Imperial, o Príncipe Carlos da França
- 1814-1848: O Sr. Carlos Bonaparte
- 1848: Sua Excelência, O Deputado da Assembleia Nacional Francesa
- 1848– 1852: Sua Excelência, O Presidente da República Francesa (Sem lastro)
- 1852– 1870: Sua Majestade Imperial, O Imperador dos Franceses
- 1870– 1873: O Sr. Carlos Bonaparte

### Condecorações francesas
Napoleão III era Grão-Mestre das seguintes ordens de cavalaria:
- Ordem da Legião de Honra

### Condecorações estrangeiras
- Grã-Cruz da Ordem de Santo Estêvão  - 1854
- Grande Cordão da Ordem de Leopoldo  - 1854
- Cavaleiro da Ordem Suprema da Ordem da Santíssima Anunciada  - 1859
- Medalha de Ouro de Valor Militar  - 1859
- Cavaleiro da Ordem da Torre e Espada - 1853
- Cavaleiro da Ordem da Coroa da Saxônia - 1852
- Cavaleiro da Ordem do Tosão de Ouro - 1850
- Cavaleiro da Real Ordem do Serafim - 1855
- Cavaleiro da Ordem da Jarreteira  - 1854